# Cvi Bar
Cvi Bar (hebrejsky: צבי בר, ‎* 1935, Kfar Jona) je izraelský politik, který v letech 1989 až 2013 zastával funkci starosty města Ramat Gan.

## Biografie
Narodil v místní radě Kfar Jona v tehdejší britské mandátní Palestině (dnešní Izrael) do rodiny Ja'akova Barazaniho. Během šestidenní války v roce 1967 velel 202. výsadkovému praporu. Později stál v čele armádní školy pro výcvik důstojníků. V polovině 70. let velel brigádě rezervistů a později v roce 1977 stanul v čele pohraniční policie. V roce 1976 získal bakalářský titul z politologie na Bar-Ilanově univerzitě.

### Politická kariéra
Starostou města Ramat Gan byl poprvé zvolen v roce 1989 za stranu Likud, kdy v této funkci vystřídal Uriho Amita. Získal si uznání a podporu veřejnosti za vedení města v době války v Zálivu, kdy na Izrael dopadaly irácké rakety Scud. Do pozice starosty byl opětovně zvolen v následujících čtyřech po sobě jdoucích volbách v letech 1993, 1998, 2003 a 2008.
V roce 2004 byl vyslýchán policií kvůli obvinění, že se společně s telavivským starostou Ronem Chuldajem dopustili korupce. V roce 2011 se státní žalobce rozhodl obvinit Bara a pět developerů z korupce a praní špinavých peněz.